# Silverio Urbina
Silverio Urbina Machuca (Provincia de San Marcos, 24 de julio de 1960) es un cantante y compositor peruano. Alcanzó a la popularidad por haber interpretado la canción «Linda flor» y haber consolidado su carrera artística en la música andina, especializándose en el huaino cajamarquino. 

## Biografía
Nació el 24 de julio de 1960 en la provincia de San Marcos, Región Cajamarca; bajo el nombre completo de Silverio Urbina Machuca. Es proveniente de una familia de clase baja dedicada a la agricultura. Durante sus primeros años, mostró su interés por la música, en la que iniciaría a practicar violín y su talento para la composición e interpretación. A los trece años, se muda a la capital Lima para trabajar en diferentes oficios.
Comenzó su carrera artística en el año 1980, conformando el elenco principal de la banda Los Cristales, donde ha interpretado los sencillos «Encuentro en las quebradas» y «Pauqueñita».
Tiempo después, se separa del conjunto para iniciar su etapa como solista a mediados de los años 1980, bajo el apelativo del Cantautor Romántico del Folclore, en el cual apostó por el estilo del huaino con violín, sin dejar de lado a los ritmos cajamarquinos.
Durante esa época, fue ser el intérprete y compositor de los temas musicales «Corazón herido», «Déjame todo por tí», «Mujer hilandera», «Suspiros», «Cuando me quieras», «Tu partida» y «Buscando un amor». Pero fue en el año 2005, cuando ganaría reconocimiento en la música andina, por haber lanzado su éxito musical «Linda flor» del fallecido compositor Tomás Pacheco, que se ha convertido en el tema símbolo de su carrera artística y comenzó a ser invitado a numerosos programas musicales de radio y televisión peruana ocasionalmente.
Urbina recibió numerosos premios y reconocimientos por parte de la Asociación Peruana de Autores y Compositores, y en los espacios televisivos musicales como El reventón de los sábados del canal América Televisión. Además, recibió el premio de «Hijo Predilecto de Cajamarca» en el año 2009, por parte del Gobierno Regional de Cajamarca.
En el año 2009, Urbina lanza el disco Recuerdos de amor, añadiendo a la cumbia peruana y manteniendo en los ritmos andinos. Además de ello, contó con la presencia de la excongresista y personalidad televisiva Susy Díaz como madrina de su estreno musical. En ese año, recibió el trofeo y diploma de «Mejor artista de género folclore» por parte de los International Awards Peru 2009, y comenzó a realizar giras internacionales por Canadá, España, Argentina e Italia durante el año 2011.
En el 2020, puso pausa a su carrera artística para dedicarse al oficio de vendedor de frutas y verduras durante la pandemia de COVID-19. Al poco tiempo, retoma su faceta musical en 2022 en una presentación local por el Día de la Madre. Durante esa época, participó en un concierto junto a la cantante de tecnocumbia Ruth Karina. 
Años más tarde, en el año 2024 fue anunciado como parte del elenco central de la teleserie Al fondo hay sitio, en el cual no llegó a participar en la ficción.

## Discografía

### Álbumes de estudio
- 2009: Recuerdos de amor
- 2019: Linda flor
- 2023: Cumbias con Silverio Urbina
- 2024: Corazón cajamarquino

### Sencillos
- 2023: Jardín de amor
- 2023: Mujer hilandera

## Reconocimientos
- «Hijo Predilecto de Cajamarca» por parte del Gobierno Regional de Cajamarca (2009)
- «Mejor artista del género folclore» por parte de los International Awards Peru 2009 (2009)